# TCL 55DC760
TCL 55DC760  — телевізор китайської компанії TCL з серії  C76. Дата релізу - вересень 2018 року.
Ціна телевізору на момент випуску 32400 грн, ціна в Україні станом на лютий 2019 року становить 29 999 грн.

## Зовнішній вигляд
Телевізор має ультратонкий корпус з металевою рамкою. В нижню частину корпусу вмонтований динамік JBL, який має форму циліндра та вихід басів в правий та лівий бік.
Розмір екрану - 139 см, ширина без підставки - 1230 мм, довжина без підставки - 736 мм, глибина без підставки - 90 мм. .
Вага телевізора — 20,5 кг, вага без підставки - 18 кг. Тип підставки - фіксований..

## Параметри дисплея
Тип матриці - LED.
Екран 4K UHD із розтиренням 3840x2160 із кутом огляду 178 на 178.
Процесор зображення - ARM Cortex A53 (Quad core).
Дисплей має частоту оновлення 60 Гц, контраст - 4000:1, яскравість - 400 кд/м2, інтерполяція - PPI 1700 PPI, підтримує технологію HDR10
Споживана потужність - 82 Вт, в режимі стенд-бай 0,31 Вт.

## Функціональні можливості
TCL 55DC760 працює на смарт платформі Android 6.0 та має 2 вбудованих ТБ тюнера (аналоговий та цифровий).
Діапазон цифрового тюнера - DVB-C, DVB-S, DVB-S2, DVB-T, DVB-T2, аналогового тюнера - PAL/SECAM/NTSC (AV) BG/DK/I/LL.
Звукова система JBL by Harman Kardon має 2 динаміки по 15 Вт із можливістю автоматичного вирівнювання потужності DTS Premium Sound.
Підтримує формати файлів -  AVI, WMV, MP4, MPG, TS, MKV, WebM, WMA, MP3, DTS HD MA, JPG, PNG, BMP.
Підтримує сервіси - Netflix / Micro Dimming / Youtube.
Додаткові функції - таймер сну, захист від дітей, підтримка DLNA, підтримка 24p True Cinema.

## Порти, роз'єми
Телевізор має такі входи: HDMI x3, USB x2, Ethernet, Bluetooth, Wi-Fi 802.11n, Miracast, а також оптичний вихід.
TCL 55DC760 підтримує підключення клавіатури та мишки, а також дозволяє підключати навушники завдяки вмонтованому роз'єму mini-jack 3.5 мм.
Примітки
1. 1 2  TCL 55DC760 LED LCD TV | AVForums. www.avforums.com. Архів оригіналу за 22 лютого 2019. Процитовано 22 лютого 2019. [Архівовано 2019-02-22 у Wayback Machine.]
2. ↑  ≡ Телевизор TCL 55DC760 – купить в Киеве | цены и отзывы. www.moyo.ua (рос.). Архів оригіналу за 26 червня 2019. Процитовано 22 лютого 2019.
3. ↑  Welch, Chris (4 червня 2018). The best 4K HDR TV to buy for under $1,000. The Verge. Архів оригіналу за 23 лютого 2019. Процитовано 22 лютого 2019.
4. ↑  54.6" TCL 55DC760 - Технические характеристики. DisplaySpecifications (рос.). Архів оригіналу за 22 лютого 2019. Процитовано 22 лютого 2019.
5. 1 2 3  C76. www.tcl.eu (фр.). Архів оригіналу за 5 травня 2017. Процитовано 22 лютого 2019.
6. ↑  Каталог товаров Сравнение цен: отзывы, видео обзоры, характеристики | hotline.ua. hotline.ua. Архів оригіналу за 22 лютого 2019. Процитовано 22 лютого 2019.
7. ↑  Телевізор TCL U55C7006. rozetka. Процитовано 22 лютого 2019.
8. ↑  Характеристики телевизоры TCL 55DC760. gagadget.com. Архів оригіналу за 22 лютого 2019. Процитовано 22 лютого 2019.